# Гёкуто
Гёкуто (яп. 玉東町 Гёкуто:-мати) — посёлок в Японии, находящийся в уезде Тамана префектуры Кумамото. Площадь посёлка составляет 24,40 км², население — 5366 человек (1 августа 2014), плотность населения — 219,92 чел./км².

## Географическое положение
Посёлок расположен на острове Кюсю в префектуре Кумамото региона Кюсю. С ним граничат города Кумамото, Ямага, Тамана и посёлок Нагоми.

## Население
Население посёлка составляет 5366 человек (1 августа 2014), а плотность — 219,92 чел./км². Изменение численности населения с 1980 по 2005 годы:
| 1980 | 6315 чел. |  |
| 1985 | 6180 чел. |  |
| 1990 | 6043 чел. |  |
| 1995 | 6038 чел. |  |
| 2000 | 5781 чел. |  |
| 2005 | 5626 чел. |  |